# Koncert w Łodzi
Koncert w Łodzi – album koncertowy zespołu Voo Voo, wydany w 1994 roku. Materiał zarejestrowano podczas akustycznego koncertu w Studiu Radia Łódź. Na album składają się znane już z innych płyt utwory Voo Voo w nowych aranżacjach, a także piosenka „Konstytucje” Lecha Janerki.

## Personel

### Autorzy tekstów i muzyki
- Wojciech Waglewski, utwory nr 2, 3, 5, 7 i 8[2];
- Mateusz Pospieszalski, utwory nr 1 i 6[2];
- Lech Janerka, utwór nr 4[2];

### Muzycy
Zespół:
- Wojciech Waglewski – gitary, śpiew;
- Mateusz Pospieszalski – saksofon sopranowy, saksofon altowy, akordeon, flet;
- Jan Pospieszalski – kontrabas, gitara basowa;
- Piotr „Stopa” Żyżelewicz – perkusja;

oraz:
- Radosław Nowakowski – instrumenty perkusyjne
- kwartet smyczkowy w składzie:
  - Tomasz Gołębiewski – I skrzypce
  - Marek Stuczyński – skrzypce
  - Mirosław Pejski – altówka
  - Jolanta Bracha – wiolonczela

### Realizacja i produkcja
- realizacja nagrania: Wiesław Grzelak[2];
- kierownictwo produkcji: Katarzyna Bodurkiewicz[2];
- redakcja nagrania: Jan Targowski, Maciej Pilarczyk[2];

## Lista utworów
| 01. | „Łobi Jabi”                                                                                    |  |
|     |                                                                                                |  |
| 02. | „Wizyta III”                                                                                   |  |
|     |                                                                                                |  |
| 03. | „W kącie spał”                                                                                 |  |
|     |                                                                                                |  |
| 04. | „Konstytucje”                                                                                  |  |
|     |                                                                                                |  |
| 05. | „Karnawał” honorarium autorskie przeznaczone na Fundację Wielkiej Orkiestry Świątecznej Pomocy |  |
|     |                                                                                                |  |
| 06. | „Żółty” muzyka skomponowana do spektaklu pt. „Kalejdoskop” Sceny Ruchu z Lublina               |  |
|     |                                                                                                |  |
| 07. | „Nim stanie się tak, jak gdyby nigdy nic nie było”                                             |  |
|     |                                                                                                |  |
| 08. | „Front torowania przejść”                                                                      |  |
|     |                                                                                                |  |